# Oskar Gutwinski
Oskar Gutwinski (17. června 1873 Osoblaha – 13. srpna 1932 Králický Sněžník) byl horal, německý průkopník lyžování a turistiky v Jeseníkách.

## Biografie
Narodil se v Osoblaze v rodině polského lékárníka Stanislava Gutwinského pocházejícího z Tarnowa a jeho manželky Kamily (rozené Stankové) jako nejstarší syn. V roce 1876 se celá rodina včetně jeho dvou mladších bratrů stěhuje do Bílska. Jeho otec byl nucen převzít po svém tchánu lékárnu U Jelena v Bílsku.
Během studia gymnázia podnikal pěší tury do přírody, pro kterou sdílel nadšení. Po maturitě studuje ve Vídni medicínu. Pro oživení všedního studentského života vstoupil do spolku katolických německých studentů jménem Markomannia. Spolek se zabýval krom studentských záležitostí i politikou. Jeho přáním bylo se stát venkovským lékařem na horách, s ohledem na slabé zdraví mu bylo doporučeno se stát se zubařem. Specializaci na zubaře si doplnil na univerzitě v Berlíně.
V roce 1901 si vzal za manželku dívku Adelu Suchou, kterou již znal z dřívějška z tanečních. Následně se manželé stěhuji do Šumperka, kde si Oskar Gutwinski otevřel zubní ordinaci. Manželé měli spolu tři syny: Edgar, Erhard a Erwín. V krátké době se stal známým zubařem nejen díky své odbornosti, ale především měl veselou povahu, smysl pro humor a nezkazil žádný šprým. V jeho péči byly jak obyčejní lidé (tkalci, domkáři) tak i členové rodu Lichtenštejnů a Žerotínů. Odmítl být dvorním zubařem knížete Jana II. z Lichtenštejna a raději toto privilegium vyměnil za možnost volného pohybu po horách pro sebe a své spolupracovníky.
V první světové válce sloužil jako lékař na italské frontě, později byl zajat na svazích italských Alp. Po válce se vrátil ze zajetí s podlomeným zdravím, již nebyl schopen nadále vykonávat práci zubaře.
Nikdy mu nebylo uděleno československé státní občanství.

## Průkopník lyžování a turistiky
Díky svému postavení (byl zastupitelem i radním) a své houževnatosti začal podnikat výlety do nejbližších hor. Byl průkopníkem a iniciátorem lyžování na Moravě. Propagoval a učil na lyžích tzv. lilienfeldskou školu(jízda o jedné delší hůlce), kterou vymyslel Matyáš Žďárský. Pro jeho obratnost a rychlost na lyžích se mu říkalo přezdívkou „Rychlý Oskar", sjížděl svahy, které byly nebezpečné a nikdo si je neodvážil sjet. Nejvíce času trávil lyžováním na Červenohorském sedle.
Na jeho podnět vzniklo první značení zimních tras v Jeseníkách a na Králickém Sněžníku. První značení bylo provedeno v roce 1908–1909 z Ramzové přes Červenohorské sedlo na Praděd, dále přes Ovčárnu a Vysokou Holu na průsmyk Skřítek, a také bylo provedeno značení ze Starého Města na Sněžník.
V září 1913 byl jedním členů, kteří založili Severomoravský lyžařský klub (Skiklub Nordmähren). Členy klubu zdarma učil lyžovat.

## Nájemce chaty na Králickém Sněžníku
V roce 1922 vypsal kníže Jan II. z Lichtenštejna konkurs na nového nájemce chaty na Králickém Sněžníku, kterými se poté stali manželé Gutwinští. Chata byla přestavěna a v roce 1924 zde díky dieselovému agregátu fungovalo elektrické osvětlení. Největším lákadlem pro návštěvníky byl ale sám Oskar Gutwinski. Ač byl Němec polského původu, choval se ke všem korektně včetně Čechů, se kterými se domlouval směsicí češtiny a polštiny.
Oskar Gutwinski zde měl chovnou stanici bernardýnů. Obsluhoval zde meteorologickou stanici, hlášením o stavu počasí informoval samotné Klementinům. K jeho zájmům patřila místní botanika. Psal do odborných časopisů pod pseudonymem Der Alte vom Berge (Starý brach z hory).
Na chatě se scházeli umělci, výtvarníci, literáti, kteří se sdružili do spolku Jesch. Název spolku byl odvozen od jejich oblíbené písně. Symbolem spolku se stal slon, protože slovo Jesch evokovalo sloní kýchání. K desátému výročí spolku Jesch roku 1932 byla v blízkosti chaty postavena socha slůněte.

## Konec života
V roce 1932 ho postihl na Králickém Sněžníku infarkt, na který bohužel zemřel. Jeho tělo bylo zpopelněno a jeho popel byl rozprášen na svazích jeho milované hory Sněžník.
V následujícím roce 1933 byl jeho jménem pojmenován pramen pod Kladským sedlem.